# Хадери, Шабан
Шабан Хадери (алб. Shaban Hadëri; 28 марта 1928, Палавли, префектура Влёра, на юго-западе Албании — 14 января 2010); албанский скульптор-соцреалист. В работах скульптора превалируют темы из истории антифашистского и национально-освободительного движения.

## Биография
Шабан Халил Хадери родился 28 марта 1928 в небольшом посёлке Палавли, на юго-западе Албании. После оккупации Албании фашистской Италией, семья переехала в близлежащий город Дельвину.
В 1944 году, в шестнадцатилетнем возрасте, Шабан Хадери принимал участие в албанском движении сопротивления (XIV ударная бригада). После войны приехал в Тирану; в 1947 году поступил в Школу искусств Йордан Мися, Тирана. Изучал здесь скульптуру под руководством Одисе Паскали (1903—1985). По окончании Школы искусств (в 1950—1952 годах) был директором Пинакотеки Тираны (Pinakotekës; с 1954 — Галерея искусств).
В течение шести лет (1952—1958) стажировался в Институте живописи, скульптуры и архитектуры им. И. Е. Репина в Ленинграде. Дипломная работа Хадери «Друзья» экспонировалась в Москве на Международной выставке с участием художников из 13 социалистических стран.
В 1958 году Шабан Хадери вернулся в Албанию и стал одним из первых профессоров Института искусств Тираны.
В течение последующих 30 лет он создал большое число портретов, ростовых статуй, скульптурных групп, в том числе монументальных. Хадери разрабатывал героико-патриотическую тему, стилистически не отклоняясь от соцреализма. Участвовал во многих выставках, в стране и за рубежом.

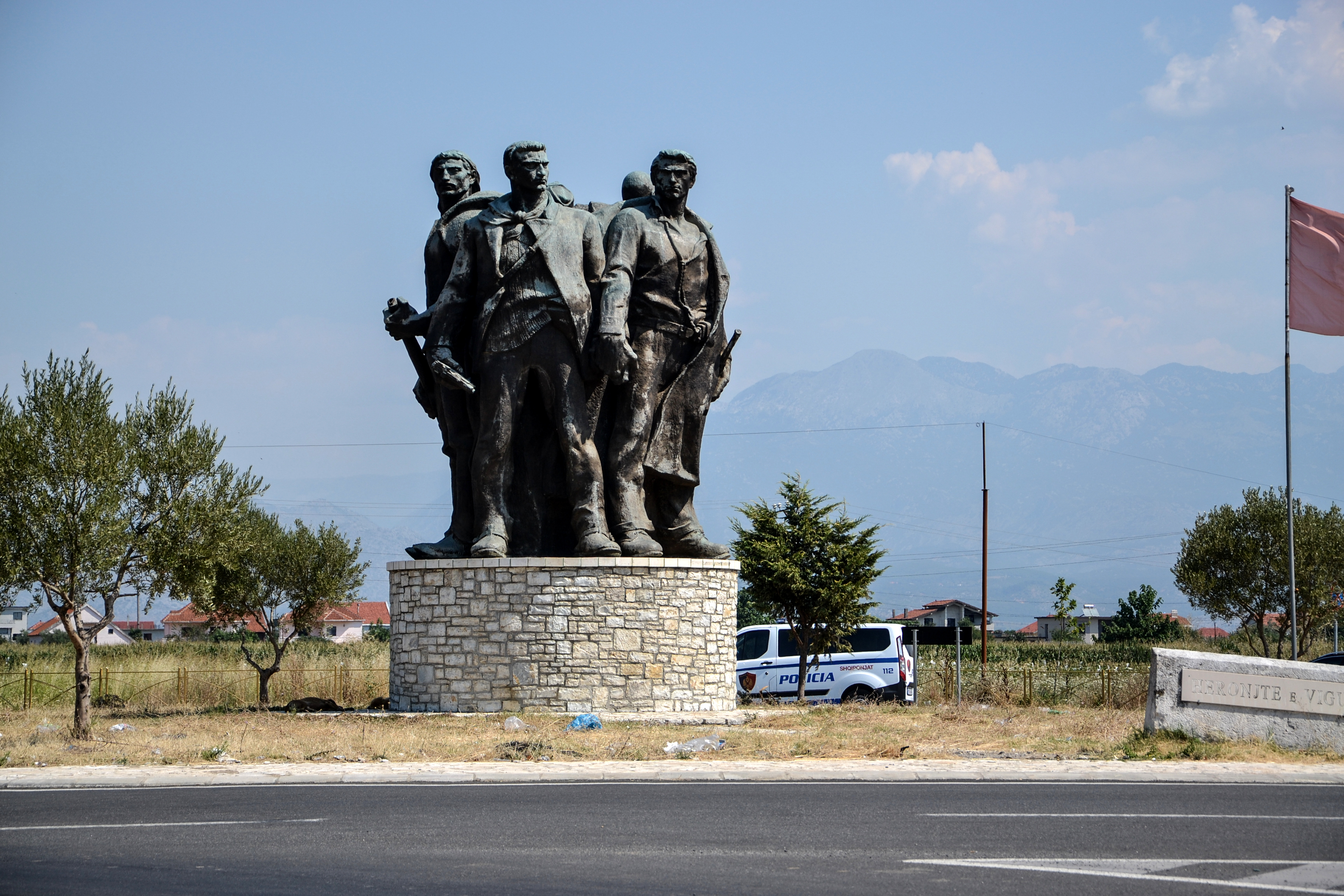
Пятеро героев-партизан (1967). Шкодер

В число самых известных работ Шабана Хадери входит монументальная группа Пятеро героев-партизан (1967—1984; до недавнего времени — на центральной площади Шкодера) . В 1978 Шабан Хадери создал 6-метровый памятник (алб.) национальному герою Албании Исе Болетини (1864—1916) в Шкодере.
Хадери — соавтор «Монумента Независимости» в городе Влёра, 1972. Часто работал с Мунтасом Дхрами и  Кристаком Рама.
Творчество мастера включает два периода: 1960—1990; и после 1990, когда скульптора настиг частичный паралич. Однако, несмотря на слабеющее здоровье, он продолжал работать по восемь и более часов в день как живописец (портрет, пейзаж).

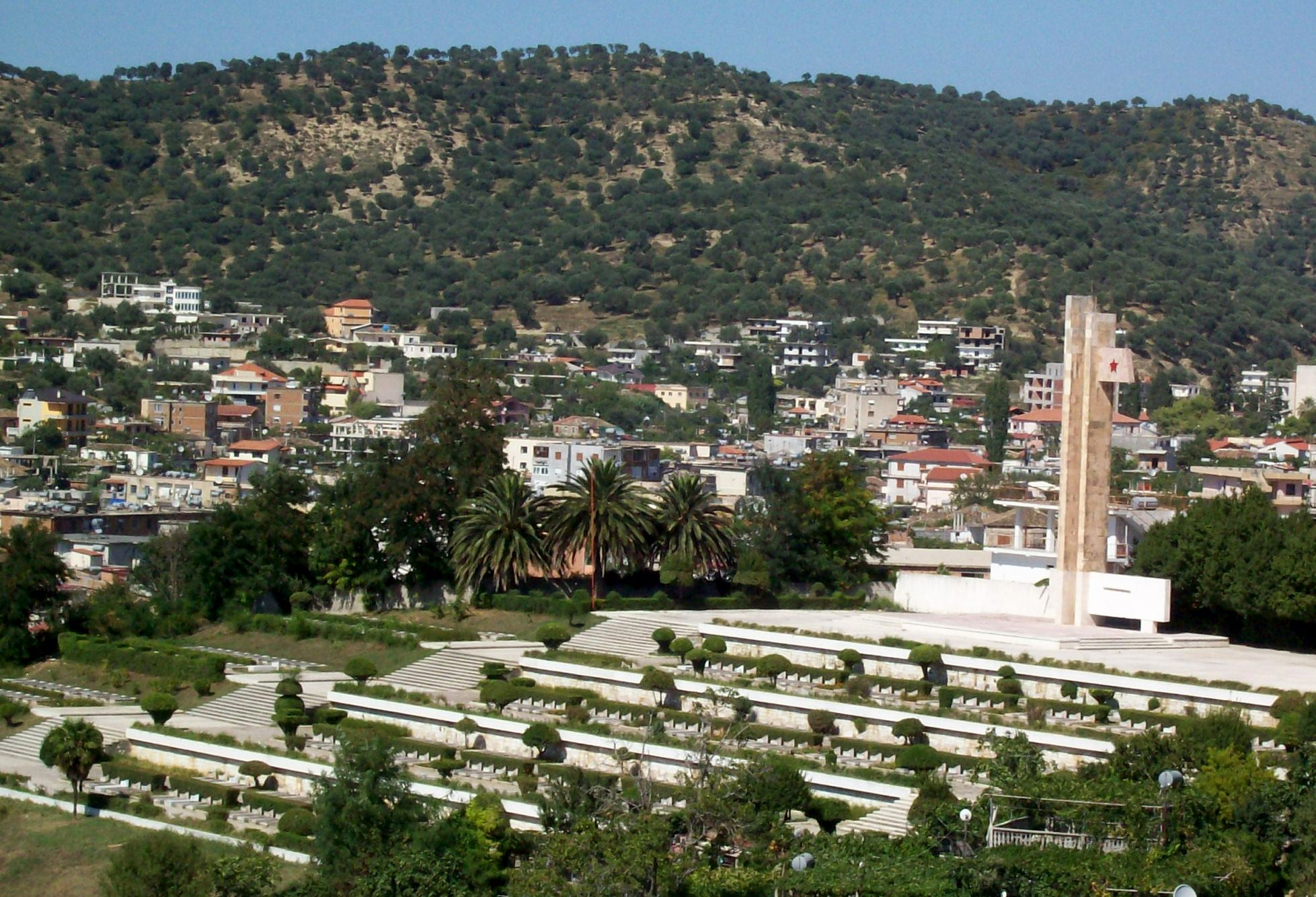
«Монумент Независимости» (мемориал павшим партизанам, 1972). Влёра